# 헤더 멘지스

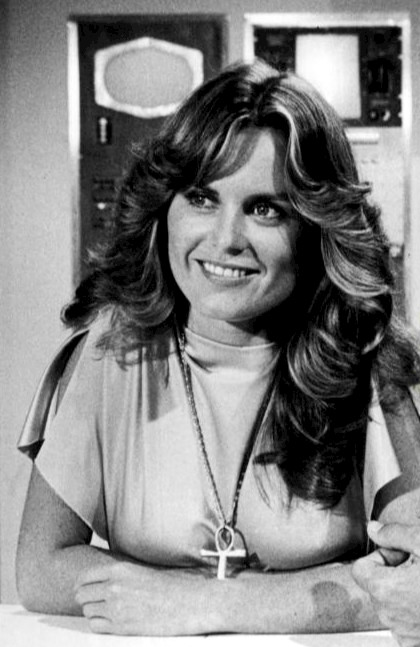

헤더 멘지스(영어: Heather Menzies, 1949년 12월 3일 ~ 2017년 12월 24일)는 캐나다의 배우이다.

## 영화
- 해양특공작전 (1982년)
- 인데인저드 스피시즈 (1982년)
- 식인어파라나 (1978년) - 매기 맥노운 역
- 테일 거너 조 (1977년)
- 도망자 로간 (1977년)
- 스네이크 (1973년)
- 테니스 신발을 신은 컴퓨터 (1969년)
- 사건비화 (1967년)
- 하와이 (1966년)
- 사운드 오브 뮤직 (1965년)